# Deutsche-Brüsseler-Zeitung
De Deutsche-Brüsseler-Zeitung (Nederlands: Duitse Brusselse Krant) is een Brusselse krant die van 1 januari 1847 tot 27 februari 1848 tweemaal per week verscheen.
De krant werd opgericht door Adelbert von Bornstedt (nadat er in november 1846 al een "prospectus" was gepubliceerd). De oplage bedroeg 200 à 300 exemplaren. De DBZ was het orgaan van de Deutsche Arbeiter Verein in Brussel en nadien van de Association Démocratique. Ze is vooral bekend door haar redacteurs Karl Marx, Friedrich Engels en Wilhelm Wolff.